# Frohen-le-Petit
Frohen-le-Petit ist eine ehemalige Gemeinde im französischen Département Somme in der Picardie. Sie wurde mit Wirkung vom 1. Januar 2007 mit Frohen-le-Grand zur neuen Gemeinde Frohen-sur-Authie zusammengelegt.

## Sehenswürdigkeiten
- Kirche Saint-Pierre aus dem 16. Jahrhundert mit einem Chor aus dem 18. Jahrhundert; Monument historique seit 1926